# (5653) Camarillo
(5653) Camarillo (1992 WD5) – planetoida z grupy Amora okrążająca Słońce w ciągu 2,41 lat w średniej odległości 1,79 j.a. Odkryta 21 listopada 1992 roku.